# Palais national de Cali
Le Palais national de Cali (en espagnol : Palacio Nacional de Cali) est un monument colombien situé à Cali.

## Construction
La construction du palais national de Cali débute le 15 février 1928 et s'achève le 1er juillet 1933. Le palais est de style néoclassique français.

## Protection
Il est déclaré monument national d'après le décret 1722 du 25 juillet 1977.